# Diethart Kahlert
Diethart Kahlert (* 4. Juli 1941; † 16. März 2004 in Hamburg) war ein deutscher Politiker und Verwaltungsbeamter. Er war von 1999 bis zu seinem Tod Bürgermeister der Stadt Wedel.

## Leben
1978 wurde der Bauingenieur Leiter des Bauamtes der Stadt Wedel und 1992 Erster Stadtrat. Bei der Bürgermeisterwahl im Februar 1999 setzte sich der parteilose Kahlert gegen Gerd Brockmann durch.
Kahlert starb während seiner Amtszeit als Bürgermeister am 16. März 2004, er erlag einem Krebsleiden, nachdem er aufgrund der Krankheit bereits seit 2003 nicht mehr seinen dienstlichen Tätigkeiten nachkommen konnte.